# Paul Hirst
Paul Quentin Hirst, född 20 maj 1946 i Holbeton, Devon, död 17 juni 2003 i London, var en brittisk sociolog.

## Verk
Hirst verkade som professor i social teori vid Birkbeck, University of London. Under 1970-talet kritiserade han marxistiskt influerade perspektiv liksom även essentialism och epistemologi. Han vände sig emot tanken på en generell teori. I sitt senare arbete om demokratisk styrning vände han sig mot brittiska tänkare som J.N. Figgis, G.D.H. Cole och Harold Laski. Under senare delen av 1980-talet och under tidigt 1990-tal utvecklade han en teori om så kallad associationism, vilket han såg som ett alternativ till såväl östblockets stater som till kapitalism. Hirst bidrog också till den kritiska juridiken. Tillsammans med Mark Cousins, Colin MacCabe och Richard Humphreys grundade han The London Consortium 1993. Hirst bidrog också aktivt till nätverket openDemocracy.